# یوزف پیلاتس
جوزف هوبِرتوس پیلاتِس (Joseph Hubertus Pilates) (زادهٔ ۹ دسامبر ۱۸۸۳ – درگذشتهٔ ۹ اکتبر ۱۹۶۷) مبدع و مخترع و مروّج نوعی روش آمادگی جسمانی بود، که به نام خود او، پیلاتِس نامیده شد.

## تولد و دوران کودکی
یوزف پیلاتس در روز ۹ دسامبر سال ۱۸۸۳ در مونشن گلادباخ، که شهری کوچک در حومه دوسلدورف آلمان است، متولد شد. نام فامیلی او پیلاتو Pilatu تلفظ می‌شد که در اصل ریشه یونانی دارد، ولی بعدها پدرش آن را به پیلاتس تغییر داد. پدر یوزف مردی ورزشکار بود و در رشته ژیمناستیک برنده جوایزی شده بود و مادرش در رشته اعصاب تخصص داشت. او را کودکی ضعیف و بیمار توصیف کرده‌اند که در طفولیت خویش، از بیماری‌هایی مانند راشیتیسم، آسم و تب روماتیسمی رنج می‌برد. به همین خاطر و با توجه به وقایع بعدی زندگی او باید گفت که وی تمام عمر خود را صرف بهبود توانایی فیزیکی خود کرد.
در همان دوران کودکی روزی پزشکی به یوزف کتابی قدیمی و کهنه در مورد آناتومی بدن داد. این کتاب در تعیین خط مشی آینده زندگی یوزف نقش بسیار مهمی داشت، به گفته خود او:
من تمام اعضای بدن را از روی کتاب یادگرفتم. هر اندامی را که یادمی‌گرفتم حرکت می‌دادم. در آن زمان کودکی ساعتها در جنگل پیاده‌روی می‌کردم و حرکات حیوانات را نگاه می‌کردم، اینکه چطور حیوانات اندام خود را بکار می‌برند و حرکت می‌کنند.

## دوران نوجوانی و جوانی
یوزف پیلاتس در زمان نوجوانی اش در آلمان مشغول یادگیری برخی رشته‌های ورزشی شد و در رشته‌هایی همچون ژیمناستیک (که رشته ورزشی پدرش نیز بود)، کشتی، بوکس، شنا و شیرجه فعالیت نمود و تبحّر یافت. وی در نوجوانی همچنین به‌طور جدی مشغول آموختن اسکی شد. به علاوه شروع به تحصیل در رشته بدن سازی، یوگا، و کونگ فو کرد.
وی از آن پس مشغول مطالعه در حرکات ورزشی شرق و غرب شد و هر موضوعی را که به مقولات مربوط به حرکات و نرمش‌های ورزشی در فرهنگ‌های مختلف بود، به‌طور عمیق و دقیق مورد مطالعه قرار داد. افزون بر این وی سعی کرد آنچه را می‌آموخت بر روی بدن خود پیاده کند. بدین ترتیب وی در سن ۱۴ سالگی چنان روی اندام خود فعالیت کرده بود که از عکس‌های بدن او برای نمایش آناتومی بدن انسان و نمایاندن اجزاء و عضلات آن استفاده می‌کردند.

## مهاجرت به انگلستان
یوزف پیلاتس به سال ۱۹۱۲ و به قصد فراگیری آموزش‌ها و تعلیمات بیشتر، به همراه برادرش از آلمان به انگلستان سفر کرد. وی در آنجا در کنار فعالیت‌های ورزشی مورد علاقه اش، در یک سیرک هم استخدام شد و در کنار برادرش به عنوان بازیگر سیرک مشغول به کار گردید. گرچه پیلاتس تا قبل از آن به عنوان یک ژیمناست، یا یک غواص، فعالیت کرده بود، اما زمانی که او در سال ۱۹۱۲ به انگلستان نقل مکان کرد، رفته رفته به عنوان یک قهرمان بوکس حرفه‌ای، و یک آکروبات سیرک معرفی شد.
وی به زودی در این سیرک گروهی تشکیل داد که وظیفه آن انجام حرکات نمایشی بود. تا سال ۱۹۱۴ او و گروهش در سرتاسر انگلستان به اجرای برنامه پرداختند و توجهات بسیاری را به سمت خود جلب نمودند. بخصوص که او و برادرش در سیرک به انجام نمایشی می‌پرداختند که به نمایش یونانی معروف بود.
پیلاتس همچنین به عنوان مربی دفاع شخصی در مدارس و پلیس اسکاتلندیارد به فعالیت پرداخت.

## در بازداشتگاه متفقین
در سال ۱۹۱۴ و همزمان با آغاز جنگ جهانی اول و درگیر شدن آلمان و انگلستان با یکدیگر در این جنگ، یوزف پیلاتس به همراه جمعی دیگر از هموطنان آلمانی اش دستگیر شد و در بازداشتگاه لانکستر که متعلق به قوای متفقین بود، زندانی گردید. با این وجود، زندانی بودن نیز، خللی در عزم و ارادهٔ او برای موفقیت ایجاد ننمود. چراکه وی در همان بازداشتگاه نیز فعالیت‌های خود را پی گرفت و از جمله مشغول به آموزش ورزش‌هایی همچون کشتی و دفاع شخصی به همقطاران و همبندان خود شد. در عین حال هدف وی در آموزش همبندان خویش این بود، که نه فقط از تحلیل قوای جسمانی و نیروی بدنی آن‌ها جلوگیری کند، بلکه آنان را به نحوی آموزش دهد که قوای جسمانی و نیروی بدنی آنان حتی تقویت گردد و از زمان ورود به بازداشتگاه بیشتر شود.
رفته رفته و در همان بازداشتگاه متفقین بود که پپیلاتس، روش ورزشی منحصر به فرد و خاص خود را طراحی و ابداع نمود، روشی که بعدها اصطلاحاً «کنترولوژی» نامیده شد. در همان دوران مسئولان انگلیسی این بازداشتگاه وی را به بازداشتگاه دیگری منتقل ساختند. اما وی در بازداشتگاه جدید نیز دست از فعالیت نکشید و ضمن ارائهٔ آموزش‌های قبلی به زندانیان، برای آنان نقشی شبیه به نقش یک پرستار هم ایفا نمود. وی در این دوران به زندانیان زیادی که به بیماری‌های شایع زمان جنگ یا بیماری‌های ناشی از حضور در زندان مبتلا شده بودند، کمک کرد تا سلامتی از دست رفتهٔ خویش را بازیابند.
پیلاتس در کنار انجام آموزش‌های خویش و ارائهٔ نقش پرستاری جهت بیماران، کم‌کم شروع به ساخت وسایل و ابزارآلاتی نمود که برای افراد بیمار و ناتوان، نقش ابزارهای توانبخشی را ایفا می‌نمودند. این وسایل و ابزارآلات، عمدتاً از تخت‌ها و فنرهای شکسته و قدیمی که در بیمارستان بازداشتگاه موجود بود و همین‌طور از ابزار خراب و کهنه و بدردنخور بیمارستان ساخته می‌شدند و پیلاتس از آن‌ها به عنوان وسایل و تجهیزات توان بخشی جهت بیماران استفاده می‌کرد.

## یک اتفاق شگفت
در سال ۱۹۱۸ ناگهان نوعی بیماری آنفلوانزای خطرناک و مرگبار در سرتاسر دنیا شایع شد و در طی مدتی کوتاه باعث مرگ میلیون‌ها نفر شد. تنها در انگلستان صدها نفر بر اثر این آنفلوانزای مهلک قربانی شدند.
این بیماری در سطح بازداشتگاهی که یوزف پیلاتس و همبندانش در آن زندانی بودند نیز شیوع بسیار پیدا کرد، اما اسباب کمال شگفتی بود که تقریباً تمامی زندانیان این بازداشتگاه و بخصوص زندانیانی که تحت آموزش‌ها و مراقبت‌ها و مراحل توان بخشی یوزف پیلاتس قرار گرفته بودند، به نحو معجزه آسایی از گزند آنفلوانزای مرگبار در امان ماندند و جان سالم به دربردند.

## بازگشت به آلمان
واقعهٔ شگفت روی داده در بازداشتگاه متفقین موجب شهرت یوزف پیلاتس بخصوص نزد هموطنانش شد. به همین دلیل یوزف پیلاتس بعد از پایان جنگ (جنگ جهانی اول) به کشور خویش آلمان بازگشت و در آنجا به همکاری با کارشناسان مهم در رقص و همین‌طور ورزش‌های فیزیکی پرداخت و از جمله همکاری خود را با رودلف ون لابان آغاز نمود. یوزف همچنین به عنوان مربی دفاع شخصی در بخشی از ارتش آلمان که در هامبورگ مستقر بود، مشغول به کار شد. وی همچنین در زمینهٔ پرورش نیروهای پلیس و آموزش فن دفاع شخصی به آنان نیز، شروع به کار نمود. پس از جنگ، او به آلمان بازگشت. در عین حال پیلاتس بعد از جنگ علاوه بر این به‌طور خصوصی نیز روی افراد عادی تمرین می‌کرد.
یوزف پیلاتس در این ارتباط گفته‌است:
نقل قول|زمانی که به آلمان برگشتم تمامی این دستگاه‌ها را اختراع کردم و تا سال ۱۹۲۵ آنجا ماندم و با افراد مبتلا به رماتیسم کار و تمرین می‌کردم. من فکر کردم چرا از قدرت و نیروی زیاد بدنی استفاده نکنم و حرکاتی را طراحی کردم که با اجرای بسیار آهسته به‌طوری که بخش‌های بسیار عمیق عضلات درگیر شوند و نتایج مثبتی را شاهد بودم.
در همان دوران بود که ژوزف با رودلف ون لابان آشنا شد.
وی یکی از متخصصان بزرگ حرکت‌شناسی بود. او چندین حرکت ژوزف را در تمرینات و کار خود بکار برد و شماری دیگر از متخصصان بنام نیز تمرینات او را در گرم کنندهای ورزشی خود استفاده می‌کردند.

## مهاجرت به ایالات متحده
در سال ۱۹۲۵ ارتش آلمان به‌طور رسمی از یوزف پیلاتس دعوت کرد تا نیروهای جدید و تازه‌واردی را که به ارتش آلمان وارد می‌شدند تمرین و ورزش بدهد. اما ازآنجاکه پیلاتس از شیوه‌های رایج در ارتش آلمان چندان رضایت نداشت، و به علاوه از شرایط سیاسی و اجتماعی موجود در آلمان پس از جنگ نومید بود، این دعوت را نپذیرفت. اما وقتی ارتش آلمان او را برای آموزش اعضای ارتش تحت فشار قرار داد، نومیدی وی تبدیل به نفرت شد و بلافاصله تصمیم به ترک کشور خویش گرفت. بدین ترتیب وی چندی بعد با یاری چند تن از دوستانش آلمان را ترک کرد و راهی ایالات متحده آمریکا شد.

## ازدواج با کلارا
پس از آنکه پیلاتس کشورش را به قصد آمریکا ترک نمود و در راه همین سفر هنگامی که سوار بر کشتی بود، با همسر آینده اش، کلارا آشنا شد. کلارا که یک معلم مهدکودک بود، در زمان آشنایی با یوزف، از دردهای آرتروزی به شدت رنج می‌برد، اما یوزف با بهره‌گیری از شیوه‌های ویژه و تمرینات اختصاصی خود، دردهای کلارا را به کلّی از بین برد.
این موضوع کلارا را نیز نسبت به کارهای یوزف علاقه‌مند کرد و این زن و شوهر را به فکر تأسیس یک مؤسسه در شهر نیویورک انداخت.

## در آمریکا
پس از ورود به آمریکا و شهر نیویورک در سال ۱۹۲۶ یوزف و کلارا پیلاتس در خیابان هشتم این شهر مرکز ورزشی خود را افتتاح کردند. یوزف و کلارا در این مرکز بخشی از فعالیت خود را در زمینه رقص‌های محلی به کار گرفتند و در این مسیر از رقصنده شناخته شده‌ای همچون جورج بالانشین کمک گرفتند. بالانشین از سال ۱۹۳۳ به ایالات متحده وارد شد که در این زمان، مؤسسه پیلاتس‌ها در نیویورک به شهرت رسیده بود. مارتا گراهام نیز، که از سال ۱۹۲۳ به نیویورک آمد، ضمن همکاری با یوزف و کلارا، به‌طور منظم دانش آموزان خود را برای آموزش و توان بخشی بدانجا فرستاد. افزون بر این درست در محلی که مؤسسه آن‌ها ایجاد شده بود، چندین مرکز ورزشی و بخصوص مراکز آموزش باله وجود داشت، که این نیز به شهرت آن‌ها کمک کرد.
در همان‌جا بود که یوزف علم کنترولوژی را به عنوان بخش اصلی تمرینات ورزشکارانش قرار داد و به‌طور مستقیم آموزش دانش آموزان خود را به بر این موضوع متمرکز ساخت. او و کلارا در ابتدا کنترولوژی «contrology» را با تشویق استفاده از ذهن برای کنترل عضلات تعریف کردند. این تمرکز ذهنی بر عضلات، بخصوص بر روی ماهیچه‌های اصلی صورت می‌گرفت و به حفظ وضعیت بدن افراد و متعادل سازی آن، و همین‌طور به ارائه نوعی پشتیبانی برای ستون فقرات کمک می‌کرد. پیلاتس همچنین به‌طور خاص، به تدریس تمرینات مربوط به تنفس و نیز ایجاد هم ترازی در ستون فقرات، و تقویت عضلات عمقی نیم تنه و ماهیچه‌های شکم پرداخت.
در آمریکا همچنین بسیاری از مربیان و سرمربیان، ورزشکاران آسیب دیده خود را جهت ترمیم اندام آسیب دیده نزد او می‌فرستادند. بسیاری از مربیان نیز برای افزایش تعادل و قوای بدنی شاگردان خود، آنان را به شرکت در کلاس‌های یوزف تشویق می‌کردند. یوزف پیلاتس یکی از هواداران سلامتی و ورزش بود و از هرگونه آلودگی سیگار، الکل و… اجتناب می‌کرد. بارها در سرمای زمستان او را فقط با یک شلوار ورزشی کوتاه در حال دویدن در خیابان‌های نیویورک می‌دیدند.

## درگذشت
یوزف پیلاتس در سال ۱۹۶۷، در ۸۳ سالگی در نیویورک درگذشت. ماجرای درگذشت او از این قرار بود که در ژانویه سال ۱۹۶۶ و در موقع اقامت یوزف و همسرش کلارا در نیویورک، ساختمان محل اقامت آن‌ها آتش گرفت. یوزف برای نجات وسایل ورزشی که اغلب از اختراعات خود او بودند، به ساختمان محل سکونتشان برگشت؛ اما ناگهان کف ساختمان زیر پایش آتش گرفت و ریزش کرد؛ و او برای مدتی طولانی از میله‌ای آویزان مانده بود تا بالاخره مأموران آتش‌نشانی به یاری او آمدند و نجاتش دادند. ضربه‌ای که او در این واقعه تحمل کرد، نقش بسیار زیادی در مرگ او در سال ۱۹۶۷ داشت.

## آثار او
یوزف پیلاتس در طی دوران حیاتش چندین کتاب نیز تألیف نمود، که از جمله آن کتاب‌ها، کتاب بازگشت به زندگی از طریق کنترولوژی قابل ذکر است. او همچنین مخترع پرکاری نیز بود و بیش از ۲۶ اختراع ثبت شده در کارنامه او قابل اشاره می‌باشند.
همسر یوزف، یعنی کلارا نیز در امر مربیگری چیزی از یوزف کم نداشت و با صبر و حوصله راه همسرش را ادامه داد. وی تا ۱۰ سال بعد و زمان مرگ خودش در سال ۱۹۷۷ به اداره مرکز ورزشی شان ادامه داد.
یوزف و کلارا افزون بر این تعدادی شاگرد داشتند که این شاگردان پس از آن‌ها همچنان به تدریس متد یا روش خاص آن‌ها پرداختند و به‌طور انحصاری بر حفظ و پاسداری از این روش (که امروزه ورزش پیلاتس خوانده می‌شود)، تمرکز نمودند. بدین ترتیب آموزش تکنیک‌های ابداعی، که آن‌ها در طول مطالعات خود نزد جو و کلارا آموخته بودند، تا امروز ادامه پیدا کرد.